# راشد جمال
راشد جمال (انگلیسی: Rashad Jamal Salem؛ زادهٔ ۱۸ ژانویهٔ ۱۹۷۹) بازیکن فوتبال اهل بحرین بود.
از باشگاه‌هایی که در آن بازی کرده‌است می‌توان به باشگاه فوتبال النجمه بحرین اشاره کرد.
وی همچنین در تیم ملی فوتبال بحرین بازی کرده‌است.